# Horw
Horw (ausgesprochen Horb [hɔrb]) ist eine Einwohnergemeinde im Schweizer Kanton Luzern. Sie liegt im Wahlkreis Luzern-Land.

## Geographie
Horw ist ein südlicher Vorort der Stadt Luzern und liegt am Vierwaldstättersee am Fusse des Pilatus. Zu Horw gehören der Bireggwald (ein ursprünglich nach seinen Birken benannter Hochwald) im Nordosten und die Halbinsel Horw im Osten der Gemeinde sowie das (Schwemmland-)Gebiet westlich der beiden und Gebiete am Pilatushang.
Der Bireggwald liegt zwischen dem Dorf und den südöstlichen Quartieren der Stadt Luzern (u. a. Matthof und Hirtenhof). Nordwestlich von ihm ist das Quartier Biregg, welches zwar politisch zu Horw gehört, aber mit der Stadt Luzern zusammengewachsen ist. Der grösste Wald auf der Halbinsel Horb ist der Dickiwald. 
Die Halbinsel Horw ist bis auf einige Waldstücke in weniger gut zugänglichem Gelände gerodet. An den Uferpartien des Vierwaldstättersees liegen zahlreiche Siedlungen. Die grössten sind die Ortsteile St. Niklausen (mit Villa Solina) im Osten und Kastanienbaum (mit Villa Krämerstein) im Südosten der Halbinsel. Bei Felmis/Halten, südlich des Bireggwalds im Norden der Halbinsel, entstand in den letzten Jahren ein grosses Neubauquartier.
Das Dorf Horw mit den Teilen Waldegg, Althof und Rank ist in der zweiten Hälfte des 20. Jahrhunderts stark gewachsen und verstädtert und wird von mehreren Bächen durchflossen. Südöstlich des Dorfes liegt an der Nordwestecke der Halbinsel der Ortsteil Winkel an der Horwer Bucht. Winkel und der – westlich davon – ebenfalls an der Horwer Bucht liegende Ortsteil Ennethorw sind durch die rege Bautätigkeit mit dem Dorf verwachsen.
Ennethorw liegt am Fuss des Pilatushangs. Dieser ist grösstenteils bewaldet, und durch ihn fliessen zahlreiche Bäche. Die grössten sind der Steinibach, der durch Horw-Dorf fliesst und im Delta in der Horwer Bucht in den Vierwaldstättersee einmündet und der Widebach, welcher am Westufer der Horwer Bucht in den See einfliesst. Das Waldgebiet, welches die Gemeinden Horw und Hergiswil NW trennt, heisst Haltiwald.
Der tiefste Punkt der Gemeinde ist der Seespiegel des Vierwaldstättersees auf 434 m ü. M. Der höchste Punkt der Gemeinde liegt zwischen der Krienseregg und Fräkmünt auf 1281 m ü. M. im Hochwald (auch Ober Wald genannt).
Das Gemeindegebiet umfasst eine Fläche von mehr als 20 km². Davon sind allerdings nur 1287 ha Landgebiet. Dieses wird zu 28,0 % landwirtschaftlich genutzt. 29,0 % sind Siedlungsfläche. Der Bireggwald und Wälder am Pilatushang bedecken 42,1 % des Gemeindeareals (Stand 2015/16).
Horw grenzt im Norden an Luzern, im Westen an Kriens und im Süden an Hergiswil NW (auch Hergiswil am See genannt). Der Vierwaldstättersee bildet eine natürliche Gemeindegrenze im Süden und Osten.

## Bevölkerung
Die Einwohnerzahl wuchs von 1798 bis 1837 rasch an (+ 52,9 %), um anschliessend bis 1860 leicht zu sinken. Zwischen 1880 und 1910 folgte ein weiterer Wachstumsschub (+ 74,8 %). Im folgenden Jahrzehnt stagnierte die Bevölkerung. Danach kam ein unaufhörlicher Bevölkerungsanstieg bis 1990. Kurz vor 1970 wurde die Marke von 10'000 Einwohnern überschritten. Seither gilt Horw statistisch gesehen als Stadt. Im Jahrzehnt von 1980 zu 1990 kam es zu einem Bevölkerungsstillstand. Danach folgte wiederum eine Wachstumsphase, die bis heute anhält.
Quellen: 1798–1837: Helvetische und kantonale Volkszählungen; Bundesamt für Statistik; 1850 bis 2000 Volkszählungsergebnisse, 2010 ESPOP, seit 2011 STATPOP

### Sprachen
Die Bevölkerung benutzt als Alltagssprache eine hochalemannische Mundart. Bei der letzten Volkszählung im Jahr 2000 gaben 86,47 % Deutsch, 2,32 % Italienisch und 2,01 % Serbokroatisch als Hauptsprache an.

### Religionen – Konfessionen
Früher war die gesamte Einwohnerschaft Mitglied der römisch-katholischen Kirche. Durch Kirchenaustritte und Zuwanderung aus anderen Regionen der Schweiz und dem Ausland hat sich dies geändert. Die religiöse Landschaft sieht heute (Stand 2000) wie folgt aus: Es gibt 64,46 % römisch-katholische, 15,06 % evangelisch-reformierte und 1,70 % orthodoxe Christen. Daneben finden wir 8,63 % Konfessionslose, 3,73 % Muslime und 1,07 % Anhänger anderer nichtchristlicher Religionen. Die Muslime sind in der Mehrheit Bosniaken sowie Albaner aus dem Kosovo und Mazedonien. Dazu kommen einige Türken und Kurden. Der Grossteil der Anhänger anderer nichtchristlicher Religionen sind Hindus tamilischer Herkunft.

### Herkunft – Nationalität
Ende 2022 zählte die Gemeinde 15'043 Einwohner. Davon waren 12'400 Schweizer Staatsangehörige und 2'643 (= 17,6 %) Menschen anderer Staatsangehörigkeit. Die grössten Zuwanderergruppen kommen aus Deutschland (551 Menschen), Italien (255), dem Kosovo (179), Portugal (166), Eritrea (92), Bosnien und Herzegowina (57), Nordmazedonien (55), Serbien, Spanien und der Türkei (je 54)  und Kroatien (44). 540 Personen stammen aus den übrigen europäischen Ländern und 542 aus weiteren aussereuropäischen Ländern.

## Geschichte

Luftbild (1964)

Die Siedlungsgeschichte Horws ist bedeutend älter als in historischen Schriften vermerkt. Auf Gemeindegebiet wurden Funde aus prähistorischen Zeitabschnitten (u. a. der Steinzeit und der Bronzezeit) geborgen.
Die erste schriftliche Erwähnung des Ortes datiert von 1231 (bona nostra apud Horwe sita, unsere bei Horw gelegenen Güter). Horw ist ein sekundärer Siedlungsname, der auf einen Flurnamen zurückgeht: Althochdeutsch horo, im lokativischen Dativ (ze) hor(o)we, bedeutet «Sumpf» oder «Moorland». Die Gemeinde war Teil des Besitzes des Hofklosters zu Luzern. Erstmals erwähnt wird der Name in Form von Horwe im Jahr 1231, als Walther von Hochdorf und dessen Gattin Berta ihre Güter dem Hofkloster vermachen. 1291 wurden die Habsburger die neuen Herren. Nach der Schlacht bei Sempach 1386 übernahm die Stadt Luzern im Jahr 1395 die hohe Gerichtsbarkeit, 1425 auch die niedere. Horw wird zur Zahlung eines hohen Geldbetrags verpflichtet, weil es sich 1653 im Bauernkrieg gegen die Stadt Luzern stellte. Beim Winkel gab es damals ein Gefecht zwischen den aufständischen Bauern und den Truppen der Stadt.
Bei der Eroberung der Schweiz durch die Franzosen im Jahr 1798 wurden Truppen einquartiert, die den Auftrag hatten, die rebellischen Nidwaldner zu unterwerfen. Bis in dieses Jahr wurde Horw als Teil der Landvogtei Kriens verwaltet. Bis 1803 gehörte es zum Distrikt Luzern, seither zum Amt Luzern. In den Jahren 1844 und 1847 waren wiederum Truppen in Horw stationiert (Freischaren respektive Eidgenössische).

## Politik

### Einwohnerrat (Legislative)
- L20: 9
- GLP: 2
- Mitte: 8
- FDP: 6
- SVP: 5

Die Anliegen der Bevölkerung werden durch einen Einwohnerrat vertreten. Er besteht aus 30 Mitgliedern und wird alle vier Jahre im Proporzwahlverfahren gewählt. Bei der L20 handelt es sich um eine unabhängige rot-grüne Liste.
|  | Partei | 2024 | 2020 | 2016 | 2012 | 2008 | 2004 |
|  | ------ | ---- | ---- | ---- | ---- | ---- | ---- |
|  | L20    | 9    | 10   | 8    | 7    | 6    | 7    |
|  | Mitte  | 8    | 7    | 9    | 9    | 9    | 11   |
|  | FDP    | 6    | 6    | 7    | 7    | 7    | 7    |
|  | SVP    | 5    | 5    | 6    | 7    | 8    | 5    |
|  | glp    | 2    | 2    | 0    | 0    | 0    | 0    |

### Gemeinderat (Exekutive)
Der Gemeinderat von Horw besteht aus fünf Mitgliedern. Alle führen ihre Tätigkeit im Nebenamt (50–80 %) aus. Die Gemeinderäte werden alle vier Jahre im Majorzverfahren gewählt.
Die fünf Gemeinderäte der Legislaturperiode 2020–2024 sind:
- Gaudenz Zemp (FDP): Gemeindepräsident
- Thomas Zemp (Mitte): Baudepartement
- Hans-Ruedi Jung (Mitte): Finanzdepartement
- Astrid David Müller (SVP): Immobilien- und Sicherheitsdepartement
- Claudia Röösli (L20): Sozialdepartement

### Kantonsratswahlen
Bei den Kantonsratswahlen 2023 des Kantons Luzern betrugen die Wähleranteile in Horw: Mitte (einschliesslich Junge Mitte) 20,10 %, SVP 18,68 %, Grüne (mit JG und GrüneUnt) 17,15 %, FDP 17,06 %, SP 15,24 %, glp (mit JGLP) 11,42 % und EVP 0,36 %.

### Nationalratswahlen
Bei den Schweizer Parlamentswahlen 2023 betrugen die Wähleranteile in Horw: Mitte 22,7 %, SVP 21,1 %, FDP 16,7 %, SP 15,2 %, Grüne 11,8 %, glp 10,0 %, übrige 2,5 %.

## Schule und Hochschule
In Horw gibt es vier Schulzentren der Primarstufe (Hofmatt, Kastanienbaum, Allmend und Spitz) und ein Schulzentrum der Sekundarstufe I.

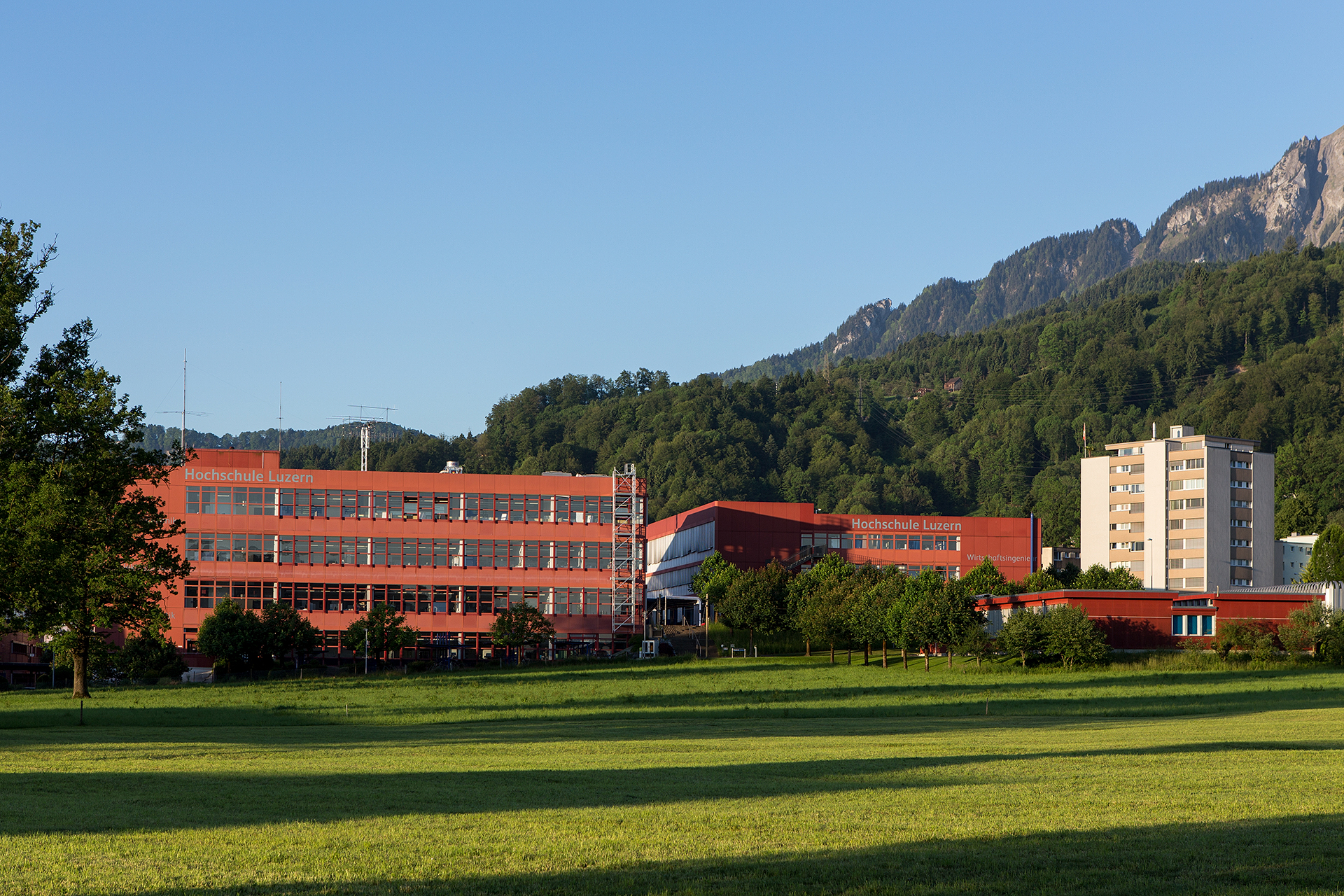
Hochschule

In Horw ist die Hochschule Luzern – Technik und Architektur beheimatet. Sie ist eines der fünf Departemente der Hochschule Luzern und bietet Studiengänge in Architektur, Bautechnik (Bauingenieur), Elektrotechnik, Gebäudetechnik, Informatik, Innenarchitektur, Maschinentechnik und auch Wirtschaftsingenieur/Innovation an. Die Schule ist sehr interdisziplinär und praktisch ausgerichtet, so haben die meisten der Studenten vorher eine Berufslehre und eine Berufsmaturität absolviert.
Die Abteilung Gebäudetechnik ist einmalig in der Schweiz. Sie ist in drei Studienrichtungen unterteilt: Heizung-Lüftung-Klima (HLK), Heizung-Sanitär (HS) und Gebäude-Elektroengineering (EE). Jedes Jahr schliessen rund 25 Ingenieure aus dem ganzen Land diese Ausbildung ab. Ihre berufliche Zukunft liegt hauptsächlich in der Planung und Umsetzung von vielfältiger Gebäudetechnik in der Baubranche.

## Verkehr
Die Gemeinde ist gut durch den Öffentlichen Verkehr erschlossen. 

### Eisenbahn

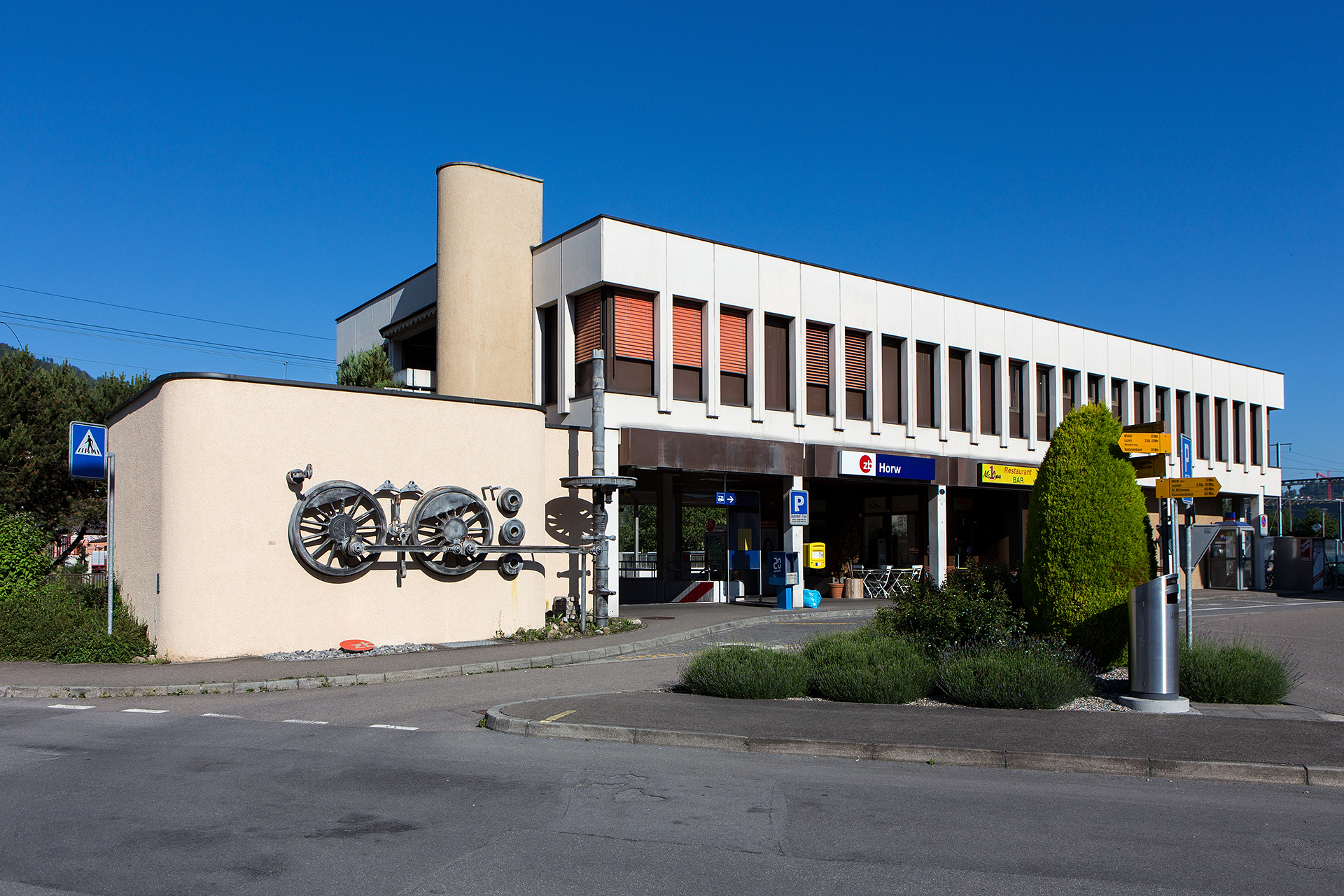
Ehemaliges Bahnhofsgebäude zb

Sie liegt an den Bahnlinien Luzern – Interlaken (mit S-Bahn-Linie 5 Luzern – Giswil), im Volksmund Brünigbahn genannt, und Luzern – Stans – Engelberg (mit S-Bahn-Linie 4 von Luzern nach Wolfenschiessen sowie Linie 41 Luzern - Horw in Stosszeiten) der Zentralbahn (zb) und verfügt über die S-Bahn-Haltestellen Horw und (seit Dezember 2004) Kriens Mattenhof, welche zwar auf Krienser bzw. Luzerner Gemeindegebiet liegt, jedoch ebenfalls das Horwer Brändiquartier erschliesst.

### Bus
Nebst der Schiene gibt es noch diverse Buslinien. Das politisch zu Horw gehörende Luzerner Quartier Biregg ist durch die Linie 7 des Trolleybus Luzern erschlossen. Sie wird von den Verkehrsbetrieben Luzern (VBL) bedient und führt vom Biregghof über den Bahnhof Luzern ins Wesemlinquartier in Luzern. Die Quartiere auf der Horwer Halbinsel sind durch die Buslinie 21 (Kriens Zentrum-Pilatusmarkt-Horw Bahnhof-Kastanienbaum-St. Niklausen-Luzern Bahnhof) ins Netz des öffentlichen Verkehrs eingebunden. Hauptlinie ist die Linie 20 (Luzern Bahnhof-Horw-Ennethorw/Technikum). Seit dem Fahrplanwechsel im Dezember 2013 führt die Autobus-Linie 14 von Horw Zentrum über das Einkaufszentrum Pilatusmarkt, das Krienser Gewerbegebiet Schlund und der östlichen Grenze von Kriens entlang nach Luzern und weiter zur Klinik St. Anna (Luzern) und ins Würzenbachquartier in Luzern. Die Linie 16 verbindet das Spitz- und Rainliquartier in Horw über Horw Zentrum, den Pilatusmarkt, das Gewerbegebiet Schlund und die Kuonimatt mit dem Zentrum der Nachbargemeinde Kriens.

### Strasse
Horw liegt an der Hauptstrasse Luzern-Sarnen-Interlaken bzw. Luzern-Stans-Engelberg (bis Hergiswil NW gemeinsam). Es verfügt über den Autobahnanschluss Luzern-Horw im Gebiet Schlund an der A2. Für gewisse Quartiere sind auch die Autobahnanschlüsse Luzern-Kriens und Luzern-Zentrum – beide ebenfalls an der A2 – von Bedeutung. In Horw wurde im Sommer 1955 die erste Autobahn der Schweiz eröffnet.

## Sonstiges
Horw ist eine der steuergünstigsten Gemeinden des Kantons Luzern.

## Bilder

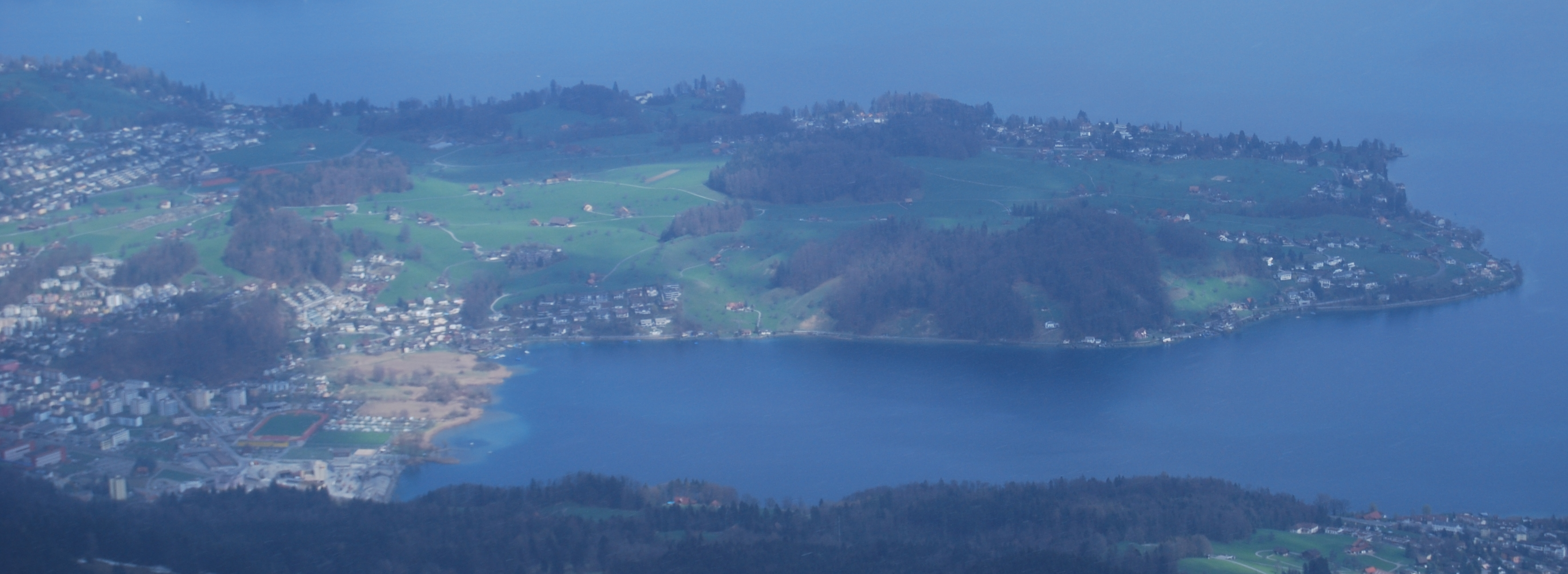
Horw vom Pilatus aus gesehen
Horw vom Kirchfeldhügel aus gesehen
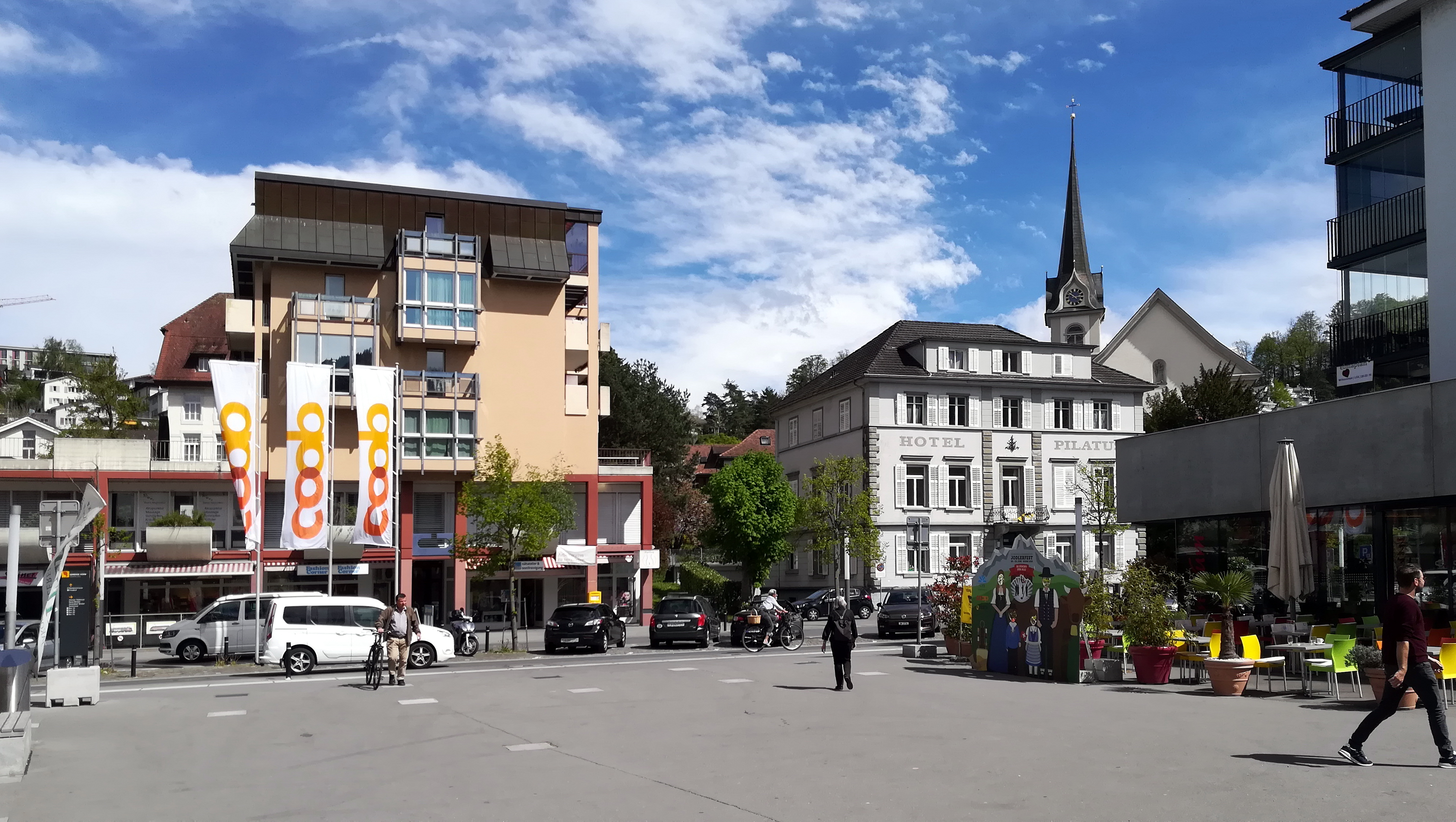
Kantonsstrasse in Horw
Horw, Zentrum
Horw, Kirche St. Katharina
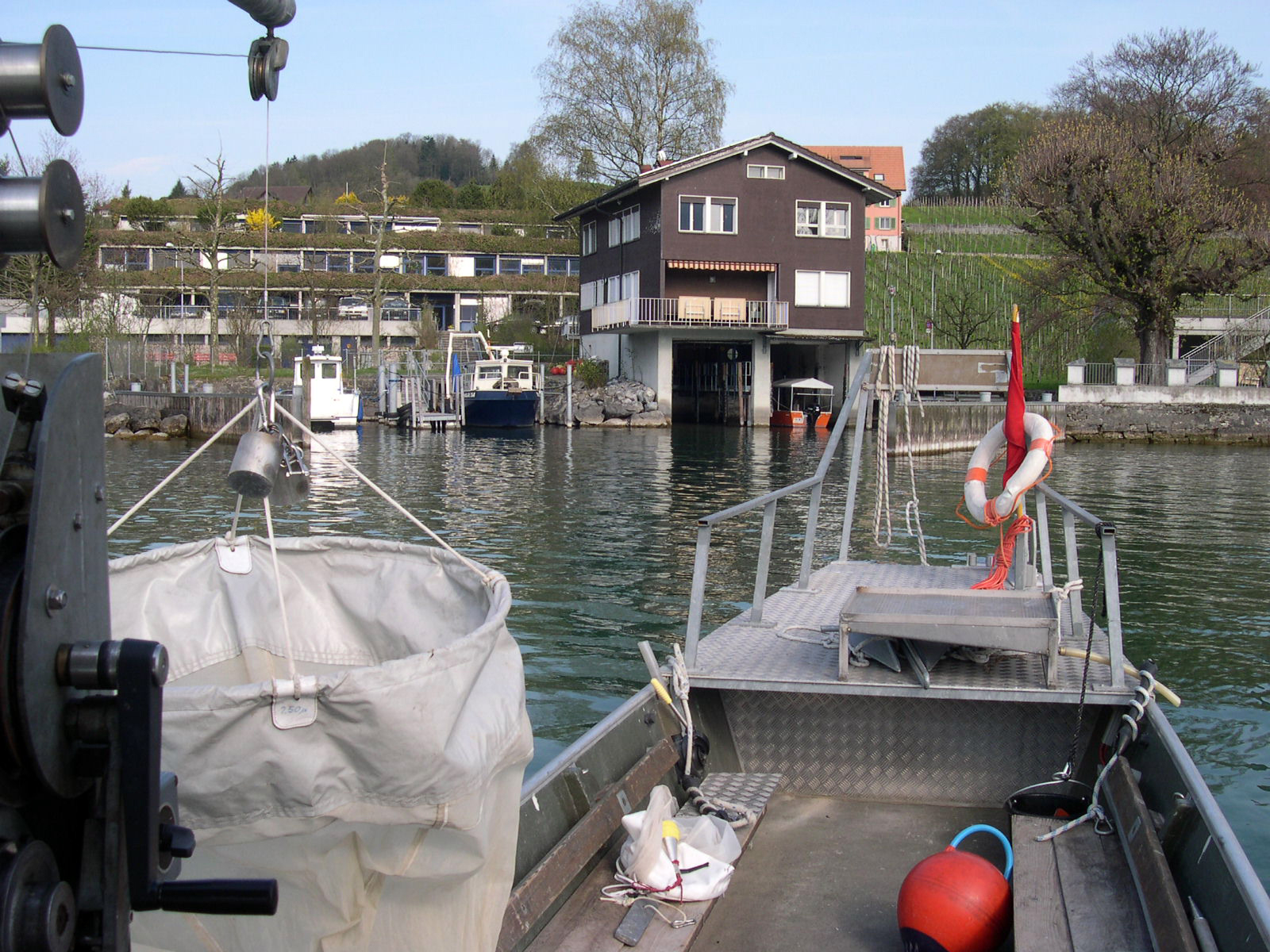
Eawag Kastanienbaum
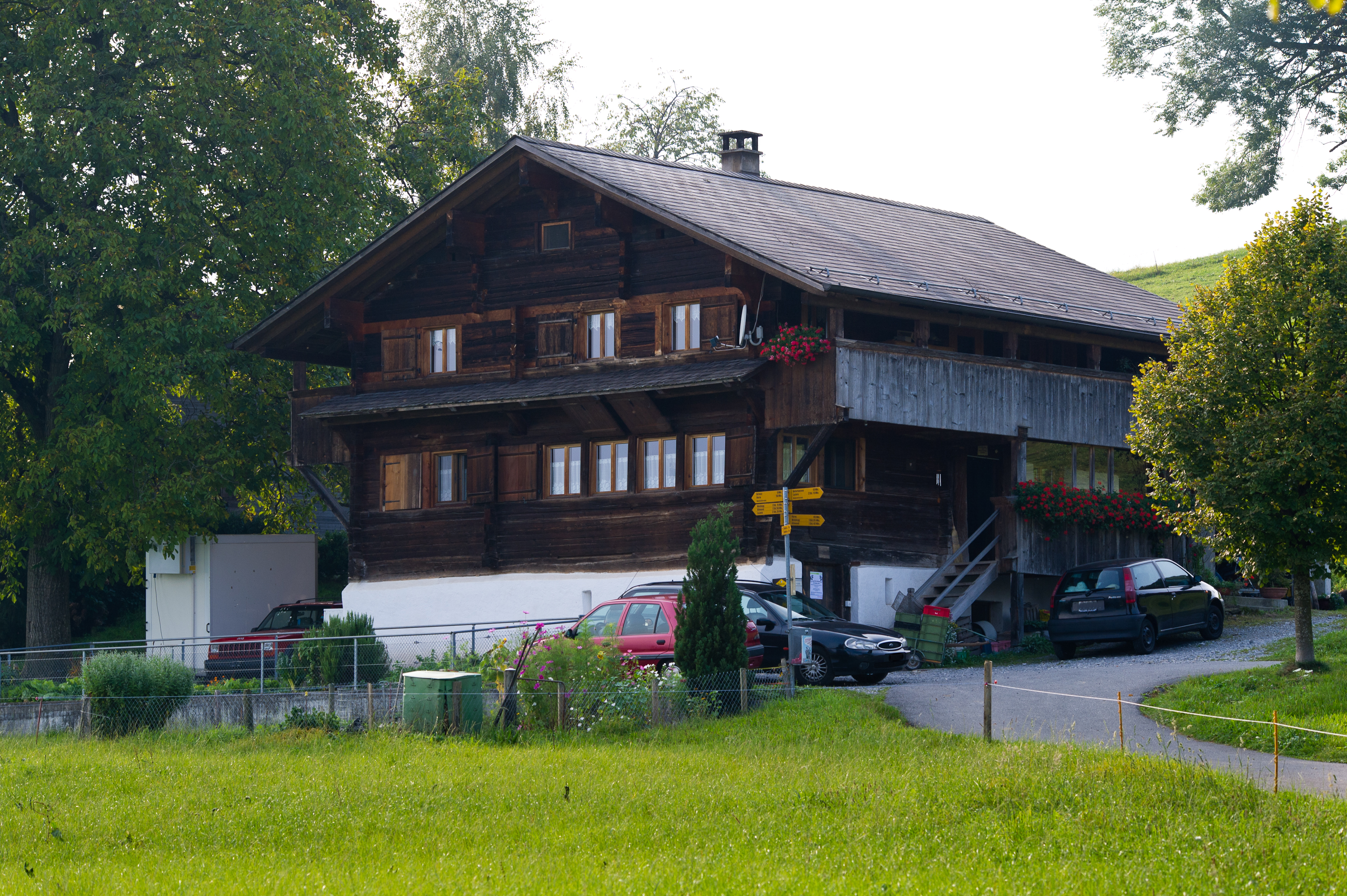
Bauernhaus Oberdorni
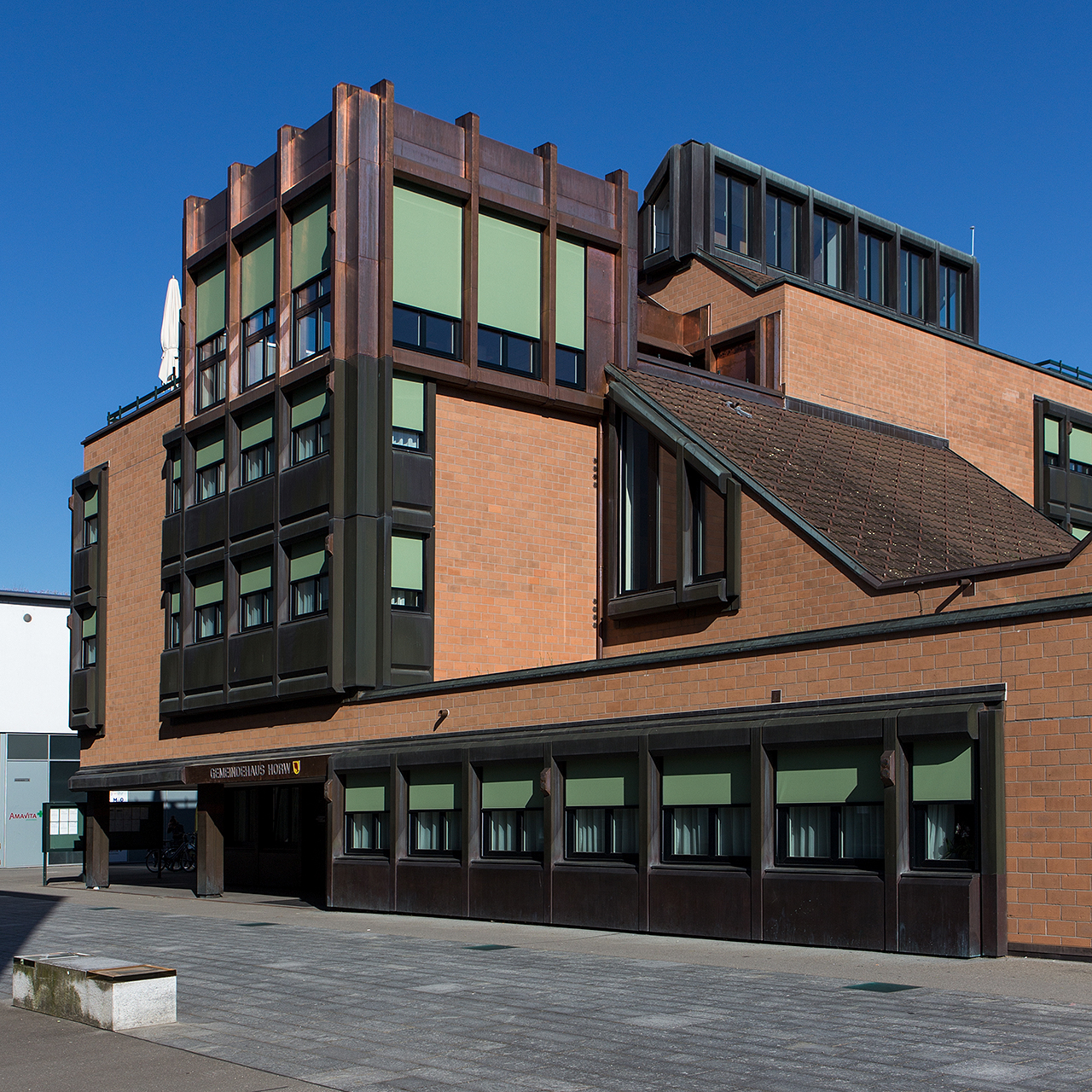
Gemeindehaus
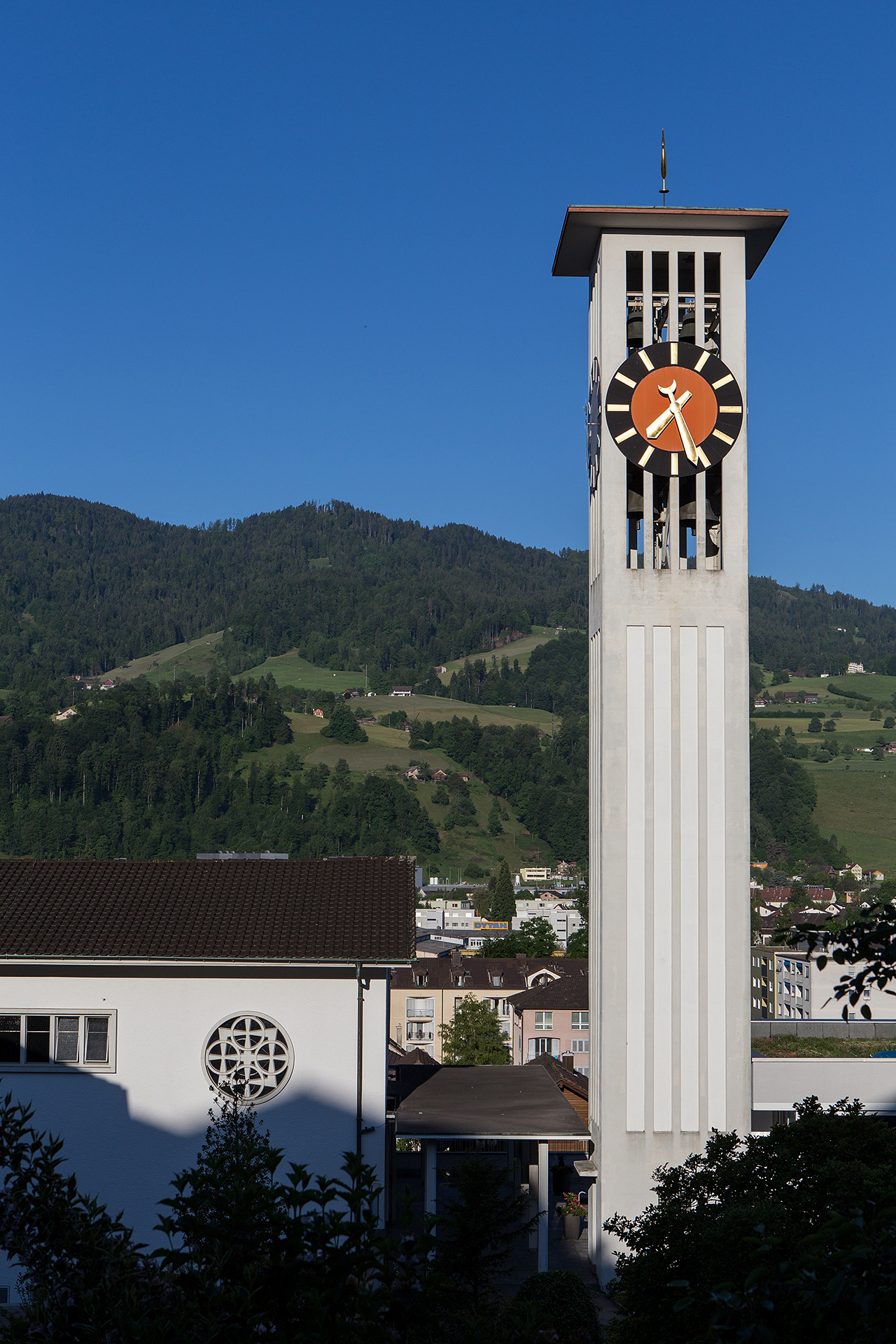
Reformierte Kirche
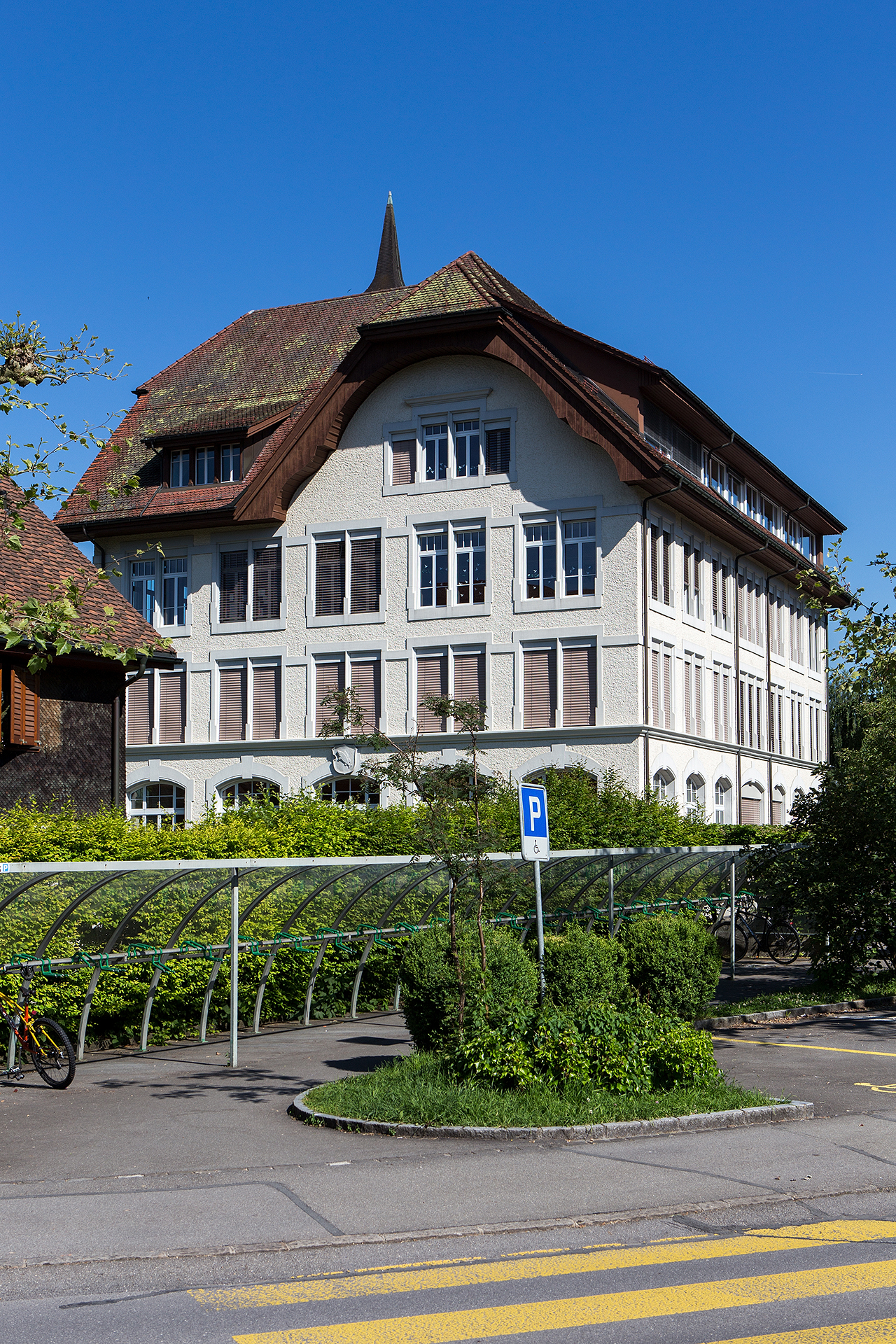
Schulhaus Hofmatt
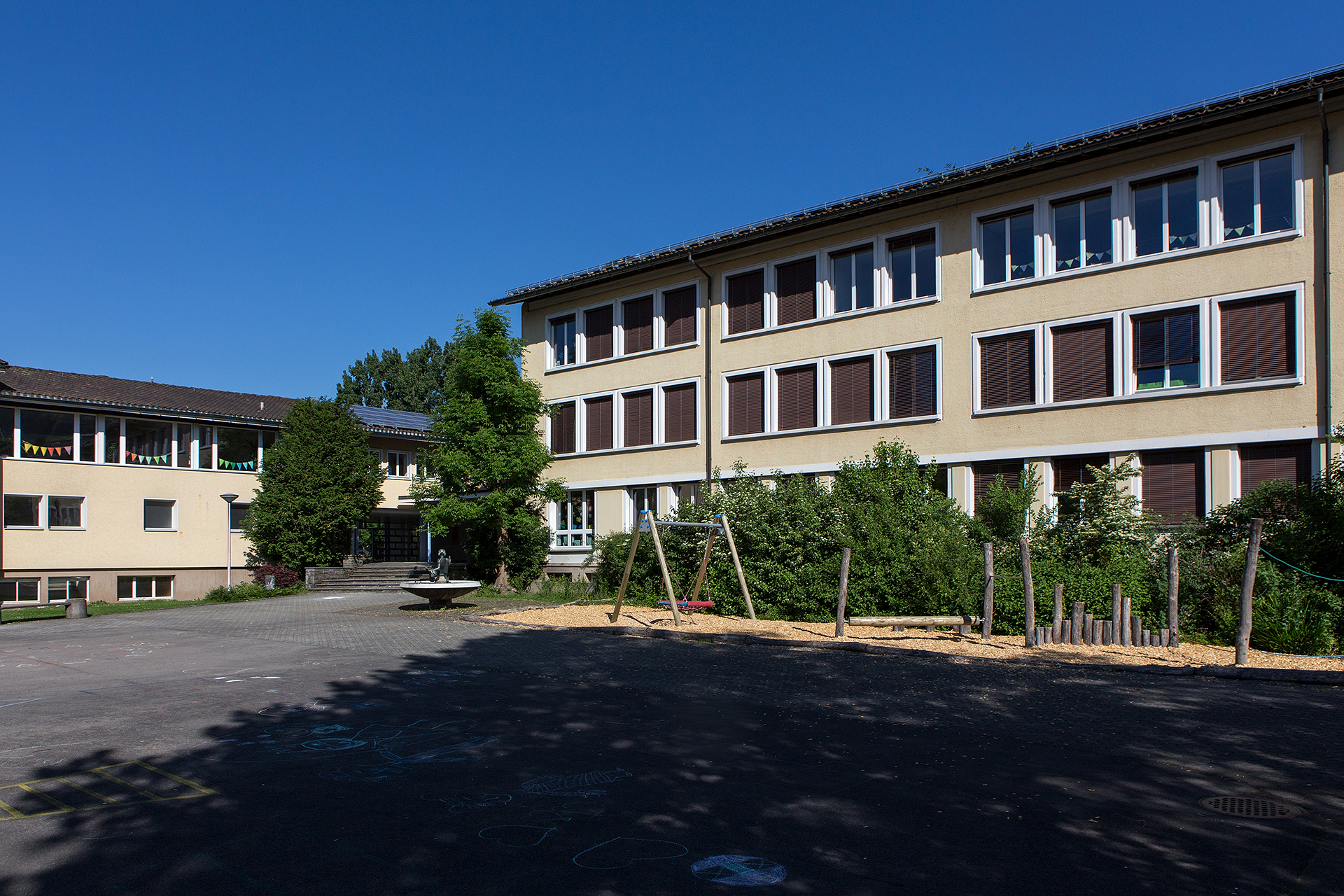
Schulhaus Allmend

## Gemeindepartnerschaft
Gampel-Bratsch, Wallis (Schweiz)

## Persönlichkeiten
- Leonhard Haas (1833–1906), römisch-katholischer Bischof von Basel und Lugano
- Hans Aregger (* 1930 in Horw), Volksmusikant und Komponist
- Paul Wolfisberg (1933–2020), Fussballtrainer
- Friedel Rausch (1940–2017), Fussballspieler und -trainer, lebte und starb in Horw
- Michel Richter (* 1952), ehemaliger Radiomoderator, Fernsehjournalist, Texter, Oldies DJ
- Ursula Stalder (* 1953), Zeichnerin, Malerin, Druckgrafikerin und Objektkünstlerin
- Philipp Hildebrand (* 1963), ehemaliger Präsident der Schweizerischen Nationalbank
- DJ Bobo (* 1968), Sänger, Tänzer, Komponist und Musikproduzent, lebt mit seiner Frau Nancy Baumann in Kastanienbaum
- Hannes Koch (* 1973), Einwohnerrat und Einwohnerratspräsident (L20), Kantonsrat (Grüne)
- Ronny Heer (* 1981), ehemaliger Nordischer Kombinierer und Mitglied des Skiclub Horw
- Ronny Hodel (* 1982), Fussballspieler
- Gian Waldvogel (* 1990), Kantonsrat (Grüne)
- Jonas Heeb (* 1997), Einwohnerrat (L20), Kantonsrat (Grüne)